# Pineto
Pineto (Villa Filiani hasta 1930) es un municipio italiano de 15 017 habitantes situado en el territorio de la Provincia de Teramo, en Abruzos (Italia). Conocida localidad balnearia del Adriático, cada año se reconferma la Bandera azul Europea desde el año 2006, además de la bandera verde de los pediatras.
El día 30 de mayo de 1930, el ayuntamiento de Mutignano (ciudad que obtuvo la independencia de la ciudad de Atri en el año 1809) fue trasladado en el nuevo casco urbano de Villa Filiani, tras su rápido poblamiento. De ahí que su nombre se cambió en el actual Pineto.

## Geografía y clima
La ciudad se extiende en las orillas del Medio Adriático, a 18 km al norte de Pescara, a 40 km a sudeste de Téramo, capital de su provincia de pertenencia, y a 200 km de Roma. Limita al norte con Roseto degli Abruzzi, al sud con Silvi y a oeste con Atri. El municipio comprende, además de la capital, muchas localidades y fracciones, entre las que cabe destacar Scerne, estación balnearia en el litoral Adriático, situada 5 km más al norte, y Mutignano, casco histórico que nació en la Edad Media, a 321 metros sobre el nivel del mar y a 6 km de Pineto.
El clima de Pineto es templado con inviernos relativamente mites y veranos caracterizados por temperaturas elevadas, pero no tórridas. La temperatura media anual es de 16,5 °C, con una media de 8,5 °C en los meses más fríos, como en enero, y de 25,5 °C en los meses más cálidos, julio y agosto. Las precipitaciones medias anuales ascienden a 785mm.

## Historia
Pineto le debe su nombre a su frondoso pinar cerca del mar, que fue plantado a principios del siglo XX por voluntad de la familia Filiani de Atri en el terreno estatal que se les asignó en concesión. Dicha ilustre familia atriana poseía una villa en dicha localidad y por esa razón al paraje se le conocía como Villa Filiani. Hasta los años veinte perteneció, bajo esta denominación, primero al Ayuntamiento de Atri y luego al de Mutignano. En el periodo de la posguerra, se desarrolló tanto que el 30 de mayo de 1930 se convirtió en la capital del Municipio de pertenencia cambiando su nombre a Pineto. En 1934 el ayuntamiento de Pineto incorporó un amplio territorio que pertenecía a la limítrofe Atri, la cual comprendía las localidades de Calvano y Scerne. 

## Monumentos
Torre di Cerrano
Pertenecía al puerto romano de Atri. Dedicada principalmente a la dea Cerere, sucesivamente, en el siglo XVI, fue ampliada por parte de los Virreyes españoles Alvares de Toledo y Parafran de Ribeira. Perteneció como torre de control al Regno de Nápoles hasta su reestructuración en los años 90 del siglo XX. Actualmente, es la sede del Área Marina Protegida Torre del Cerrano. A su interior, se realizan las actividades del Laboratorio Relación Hombre-Animal y Bienestar Animal del Instituto Zooprofiláctico Abruzzo-Molise "G.Caporale". En el tramo de mar colindante a la Torre hay instalaciones sumergidas en el mar, las cuales probablemente pertenecen a la instalación del antiguo puerto romano de la ciudad de Atri.

## Sociedad
Cambios demográficos
Habitantes censados
| Gráfica de evolución demográfica de Pineto entre 1861 y 2001 |
|                                                              |
| Fuente ISTAT - elaboración gráfica de Wikipedia              |

Etnias y minorías extranjeras
En las últimas décadas, especialmente a partir de los años '90 del siglo XX, en Pineto el flujo migratorio procedente del extranjero ha crecido considerablemente. Por tanto, en la ciudad se han creado importantes núcleos de extranjeros originarios de los países de Europa del este, como Albanía y Rumanía. En 2016 había alrededor de 935 extranjeros, que corresponden al 6,1% de la población. 
Entre los países de procedencia cabe destacar:
- Rumanía, 306 inmigrantes
- Albanía, 218
- Polonia, 48
- Brasíl, 47
- Rusia, 31
- Marruecos, 28
- Macedonia, 26
- Filipinas, 26
- Ucraína, 21
- China, 21

## Economía
Turismo
Pineto es una ciudad costera Bandera azul desde 2006. 
El día 21 de noviembre de 2010 el Parco Filiani se ha vuelto a abrir al público. Se trata de un área verde montañosa creada entre la Primera y la Segunda Guerra Mundial por parte de Luigi Corrado Filiani. Aquí, además de várias especies de árboles y de la presencia de distintas familias de animales, también hay senderos y carriles bici. 

## Instalaciones y transportes
Carril bici
La costa de Pineto, en toda su longitud, es atravesada por un carril bici que pertenece a la Ciclovia Adriatica. Esta última, cuando será acabada, se prolongará por toda la costa adriática aportando beneficios a la sostenibilidad y al turismo locales, durante todas las estaciones del año. El proyecto ha sido denominado "Bike To Coast".
El carril bici se extiende hasta el pueblo de Scerne para llegar a la Torre di Cerrano gracias a un tramo de carril bici sin asfaltar.